# Риђобради (филм)
Риђобради (јап. 赤ひげ) је јапански филм из 1965. који је режирао Акира Куросава. Радња филма је смештена у Јапан 19. века и прати однос између искусног градског лекара и његовог млађег арогантног колеге. Главни заплет филма базиран је на збирци приповетки Akahige shinryōtan (赤ひげ診療譚) јапанског аутора Јамамотуа, а подзаплет о проституки на основу романа Понижени и увређени Фјодора Михајловича Достојевског.
Снимање је пратио низ несугласица а Риђобради је последњи филм на којем су сарађивали глумац Тоширо Мифуне и редитељ Акира Куросава.
Филм је номинван за Златни глобус за најбољи филм ван енглеског говорног подручја и освојио је три награде на Филмском фестивалу у Венецији, укључујући награду за најбољег глумца која је припала Мифунеу.
Поједини критичари су филм описали као ремек-дело. Роџер Иберт је писао да филм има дубину и комплексност доброг романа из 19. века.

## Улоге
| Глумац        | Улога              |
| ------------- | ------------------ |
| Тоширо Мифуне | др Кјојо Ниде      |
| Јузо Кајама   | др Ноборо Јасумото |